# Jacques Antoine
Jacques Antoine (14 de marzo de 1924 - 14 de septiembre de 2012) fue un escritor francés de programas concursos, nacido en Neuilly-sur-Seine. Tuvo éxitos en la década de 1980 con Treasure Hunt y Interceptor, y en la década de 1990 con Fort Boyard y The Crystal Maze.

## Créditos
1. À pied, à cheval et en voiture (1957) (guion) (historia)
2. Yeux de l'amour, Les (1959) (novela "Une Histoire Vraie")
3. Vache et le prisonnier, La (1959) (historia "Histoire Vraie")
4. Mouche (1968) (Director)
5. "Treasure Hunt" (1 episodio, 1982)
6. "Interceptor" (1989) Series de Televisión (inventor)
7. "The Crystal Maze" (1990) Series de Televisión (escritor)
8. "Fort Boyard" (1990) Series de Televisión (episodios desconocidos)
9. "Carte aux trésors, La" (1996) Series de Televisión (idea) (episodio "La Chasse au trésor") (sin acreditar)
10. "Fort Boyard" (1998) Series de Televisión (episodios desconocidos)
11. "Treasure Hunt" (2002) Series de Televisión (episodios desconocidos)